# شارع النيل

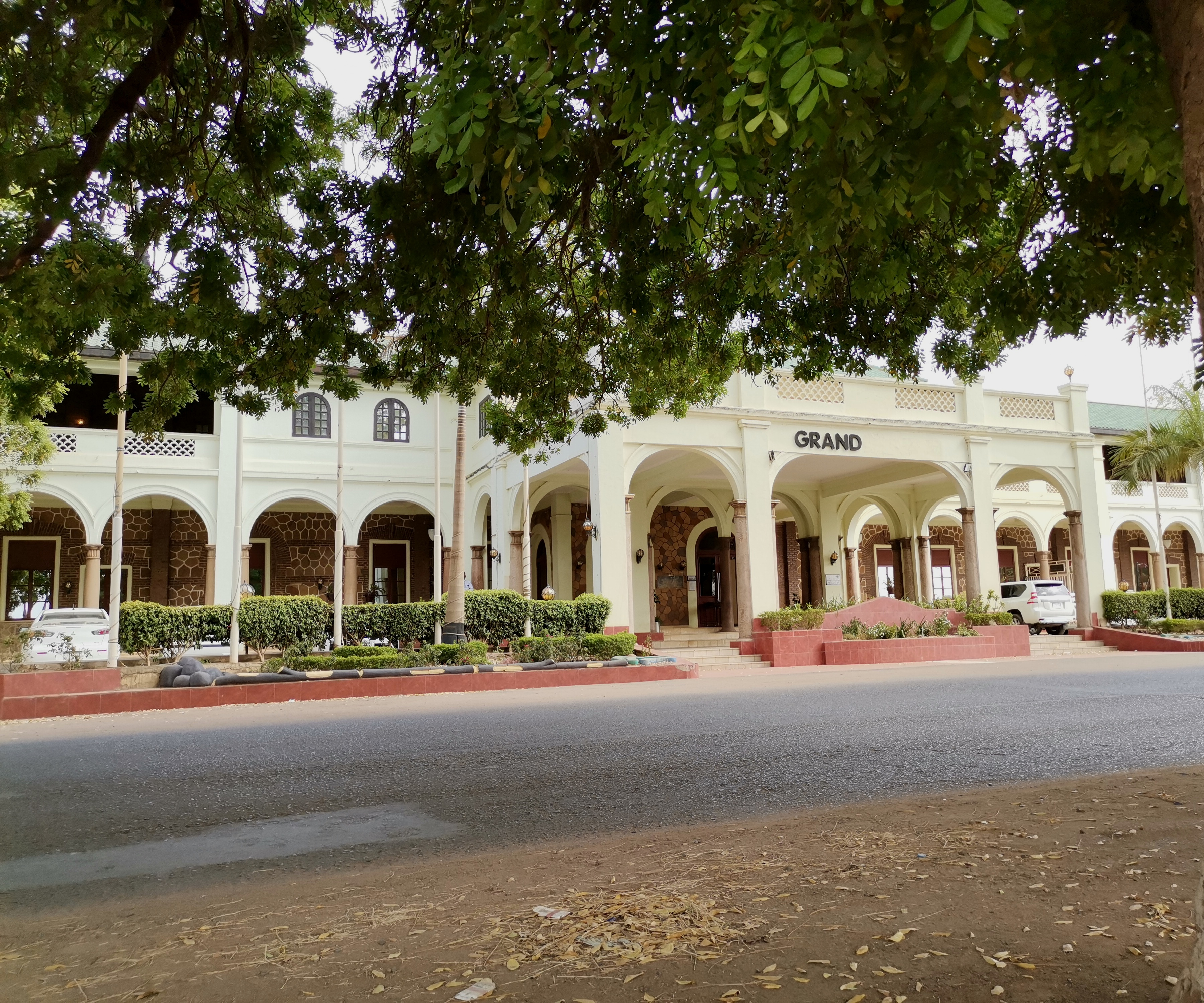
الفندق الكبير - الخرطوم

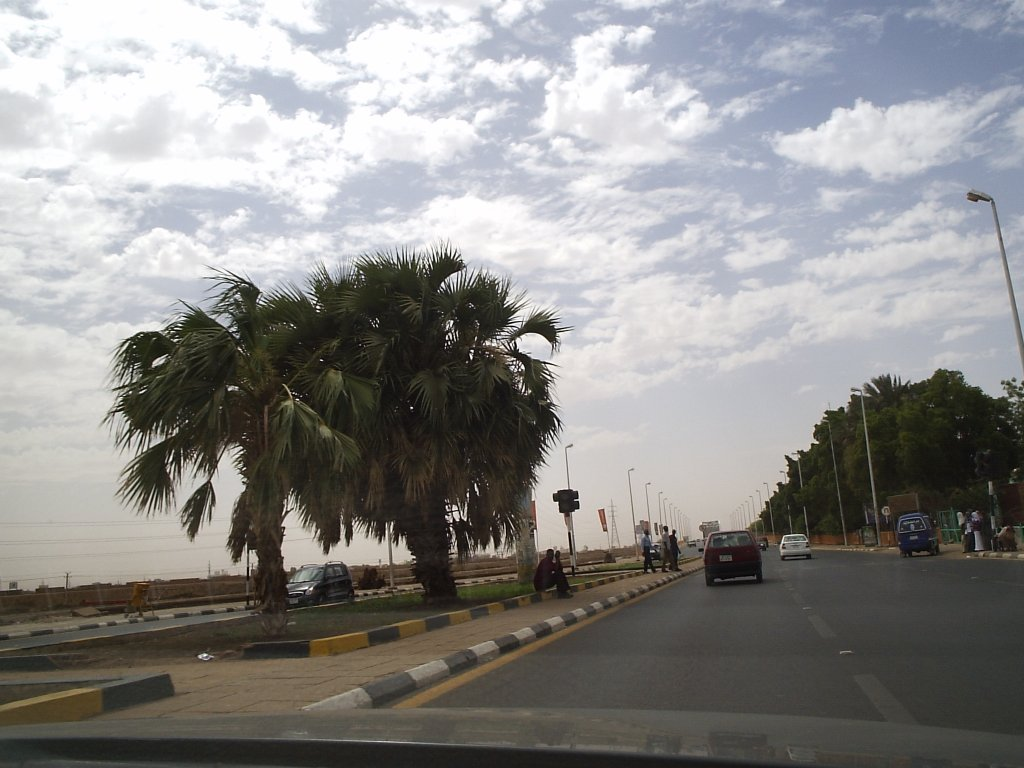
شارع النيل

شارع النيل بالخرطوم هو واحد من أهم شوارع عاصمة السودان الخرطوم وأجملها وأحد معالمها البارزة حيث تطل عليه أهم مراكز الحكم والسياسة والاقتصاد والثقافة في السودان، ويضم أيضا معالم المدينة السياحية والمعمارية. فهناك المباني الأثرية التاريخية والمتاحف مثل القصر الجمهوري القديم ومتحف السودان القومي وهناك المباني الحديثة المعمار مثل برج الهيئة القومية للإتصالات، وبرج فندق كورنثيا الخرطوم، ومباني الوزارات والمصالح الحكومية المهمة مثل القصر الرئاسي الجديد، ووزارة المالية، والمؤسسات التعليمية كجامعة الخرطوم، والمنتزهات العامة كمنتزه المقرن العائلي، والفنادق الكبيرة مثل فندق السودان وقاعات السينما والمسارح الحديثة مثل مسرح وسينما قاعة الصداقة.

## الموقع
يمتد الشارع من جسر النيل الأبيض الذي يربط بين مدينتي الخرطوم وأم درمان وحتى شارع عبد الله الطيب شرق الخرطوم. ويحده من الشمال مجري نهر النيل الأزرق ومن الجنوب شارع الجمهورية الذي يتوسط المنطقة التجارية في الخرطوم.

## التقاطعات والطرق المتفرعة والمحازية
تتفرع من شارع النيل شوارع أخرى رئيسية من الناحية الجنوبية وهي:
- شارع المك نمر
- شارع عبيد ختم
- شارع عثمان دقنة
- شارع أبو سن
- شارع عبد المنعم محمد
- شارع الحرية

ويحازيه:
- شارع الجمهورية على امتداده شرقا وغربا

## الجسور
تتصل بالشارع جسور تربطه مع شارع البلدية في مدينة الخرطوم بحري على الضفة الجنوبية لمجرى نهر النيل الأزرق في الخرطوم ومع جزيرة توتي وشرق النيل وهي:

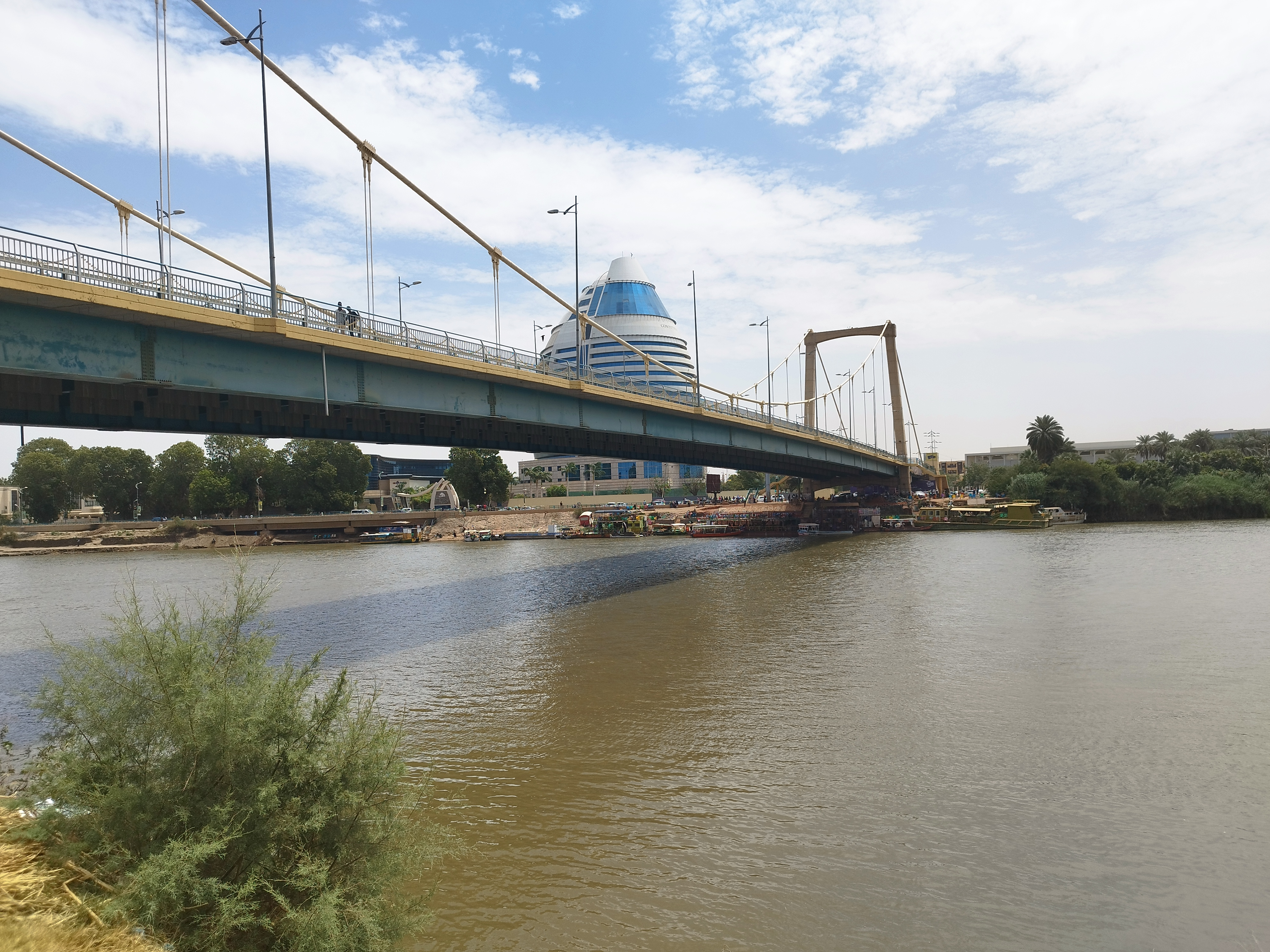
جسر جزيرة توتي

- جسر النيل الأبيض
- جسر جزيرة توتيجسر جزيرة توتي
- جسر المك نمر
- جسر النيل الأزرق
- جسر القوات المسلحة
- جسر المنشية (مع شرق النيل)

## المعالم المهمة على شارع النيل

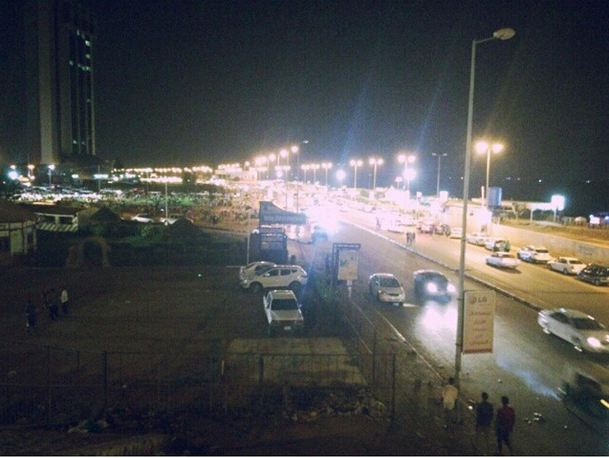
شارع النيل ليلاً

- القصر الرئاسي الجديد
- القصر الجمهوري القديم
- جامعة الخرطوم
- أرض المعارض
- قاعة الصداقة
- وزارة التربية والتعليم
- متحف القصر
- متحف السودان القومي
- برج هيئة المواصلات القومية
- الإسطول النهري (عبارة توتي)
- وزارة الحكم المحلي
- وزارة المالية

## الفنادق
- فندق كورنثيا الخرطوم
- فندق السودان
- الجراندهوليداي فيلا (الفندق الكبير سابقاً)
- فندق كورال الخرطوم (هيلتون سابقاً)

## المنتزهات العامة
- الساحة الخضراء
- منتزه المقرن العائلي
- حديقة النخيل بقاعة الصداقة
- غابة السنط

## المشاكل
أصبح الشارع أكثر اكتظاظاً بالمركبات والناس ويعاني من اختناقات مررورية في الأوقات كلها، ذلك لأن معظم مؤسسات الدولة ووزاراتها تطل عليه، إضافة إلى بعض الأندية الاجتماعية ودور الأنشطة الشبابية كدار الكشافة وغيرها التي يرتادها المواطن في المناسبات العامة والخاصة، خاصة بعد ربط الشارع بجسر المنشية الذي يعد منفذاً لشرق النيل وشرق الخرطوم، علاوة علي الفلل الرئاسية التي يعد شارع النيل منفذها الوحيد، يضاف إلى ذلك وقوعها في منطقة تتركز فيها القصور والمرافق الرئاسية مما يؤدي إلى إغلاقه عند مرور ضيوف البلاد من رؤساء الدول أو زعماء الحكومات أو قيام شرطة المرور بحجز سيارات المواطنين عند خروج أو دخول أحد المسؤولين الكبار إلى تلك المرافق والقصور.

## خطة إعادة تنظيم الشارع وتوسعته
ودفعت هذه الاسباب وزارة التخطيط والبنى التحتية بولاية الخرطوم إلى توقيع عقد مع بنك قطر الوطني الإسلامي لتوسعة شارع النيل داخل مجرى نهر النيل الأزرق، بتمويل قدره 30 مليون دولار أمريكي. وقامت شركة A&A للتنمية الحضرية الأمريكية بتنفيذ التوسعة وهي الشركة التي نفذت من قبل أعمال بناء جسر توتي. وتولت دار كونسلت الجوانب الاستشارية بمشروع التوسعة.
وتم بناء التوسعة في شكل جسر خرساني محازي لشارع النيل الأصلي بطول 760 متر ليكون بمثابة شارع للمرور السريع بولاية الخرطوم والوحيد داخل مدينة الخرطوم ويشمل أربعة اتجاهات، ولا تعترضه أية تقاطعات. وهو طريق بإتجاه واحد من الشرق نحو الغرب. وتم بنائه على هذه الطريقة لتفادي هدم المباني الأثرية والتاريخية وبعض مباني الوزارات. وليكون المشروع في حد ذاته مشروع لواجهة جمالية على النيل الأزرق أيضاً.
ويهدف مشروع التوسعة إلى المساهمة في فك الاختناق المروري بوسط الخرطوم في المنطقة الواقعة بين جسر توتي وجسر المك نمر وطولها 1,200 كيلومتر، وبذلك يكون لشارع النيل مسارين اضافيين.
وبعد حوالي عامي من أعمال البناء والتشييد تم افتتاح التوسعة في 19 يناير / كانون الثاني 2013 م من قبل رئيس الجمهورية.

## معارض على الهواء الطلق
يتحول شارع النيل احياناً، في المنطقة من فندق السودان وحتى القصر الجمهوري القديم، إلى معرض مفتوح في الهواء الطلق للوحات والرسومات التشكيلية والفلكلور السوداني والفنون التراثية السودانية.

## طول الشارع وأبعاده
يبلغ طول الشارع من آخر نقطة شمال شرق شارع عبد الله الطيب وحتى جسر النيل الأبيض حوالي 12 كيلومتر بينما تبلغ التوسعة داخل مجري النهر 2,6 كيلومتر وعرضها 88 متراً.

## معرض صور

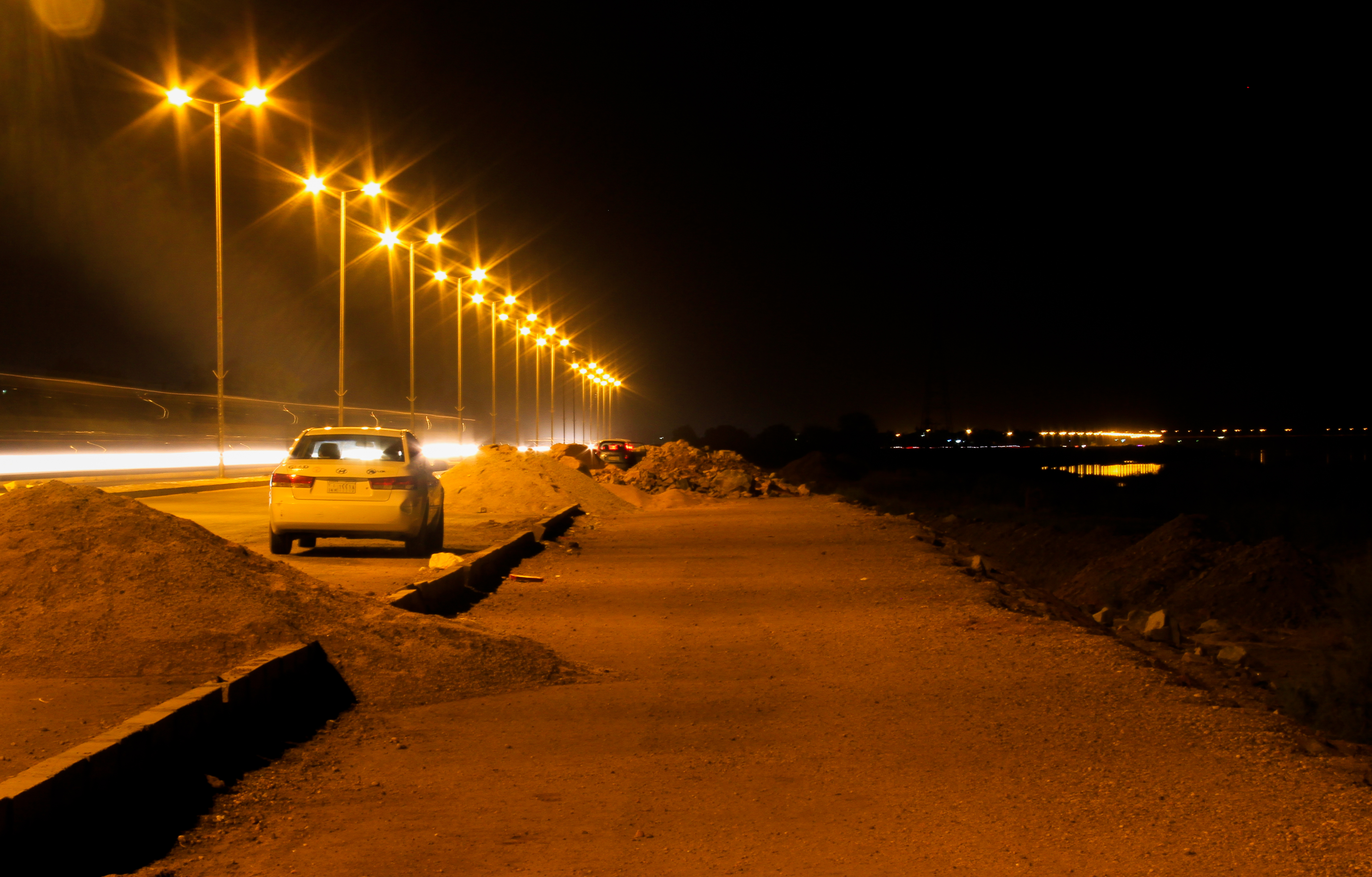
شارع النيل ليلا
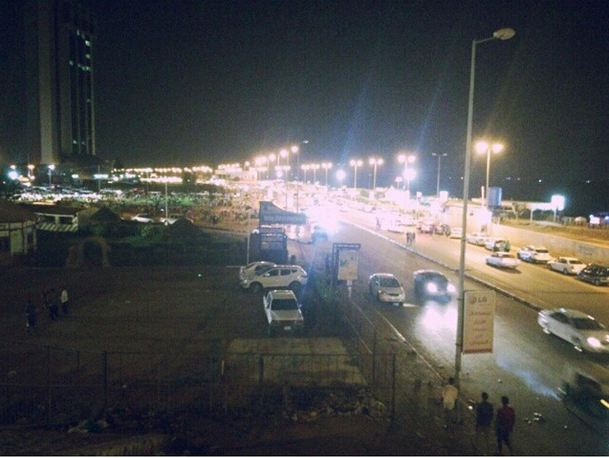
حركة ليلية